# 尼古拉·坦根
尼古拉·坦根（1966年8月10日—），挪威对冲基金经理、富商、慈善家，挪威銀行投资管理公司首席执行官，负责管理挪威政府养老基金。
1986年至1987年，尼古拉·坦根曾在挪威国防军情报与安全学校学习俄语，并学习审讯和翻译技能。其后，他到宾夕法尼亚大学沃顿商学院学习，1991年拿到学位。他曾在埃格顿资本担任合伙人和高级分析师，在嘉誠担任股票分析师。
2002年，坦根创立AKO信托（AKO Trust）。2005年，他创办了AKO资本（AKO Capital）。
2020年3月，挪威銀行宣布任命尼古拉·坦根掌管挪威政府养老基金，接替英韦·斯林斯塔。任命于9月生效。